# Konosirus punctatus
Konosirus punctatus és una espècie de peix pertanyent a la família dels clupeids i l'única del gènere Konosirus.

## Descripció
- Pot arribar a fer 32 cm de llargària màxima.[3][4]

## Depredadors
A la Xina és depredat per Paralichthys olivaceus i al Japó per Triakis scyllium.

## Hàbitat
És un peix d'aigua salabrosa i marina; pelàgic-nerític; oceanòdrom i de clima subtropical (42°N-23°N, 117°E-138°E).

## Distribució geogràfica
Es troba a la Xina (incloent-hi Hong Kong), el Japó (incloent-hi les illes Ryukyu), Corea del Nord, Corea del Sud, Rússia, Taiwan i el Vietnam.

## Observacions
És inofensiu per als humans.